# Christiaan Ravych
Christiaan Ravych (Kortrijk, 30 juli 2002) is een Belgisch voetballer. Hij debuteerde in het seizoen 2022/23 voor de Belgische eersteklasser Cercle Brugge.

## Carrière
Ravych ruilde in 2021 de jeugdopleiding van Club Brugge voor die van Cercle Brugge. In december 2021 ondertekende hij er een semiprofcontract tot 2023. Op 30 juli 2022 maakte hij zijn officiële debuut in het eerste elftal van Cercle: op de tweede competitiespeeldag viel hij tegen RSC Anderlecht in de 38e minuut in voor de geblesseerde Edgaras Utkus. Cercle Brugge won de wedstrijd met 1-0. Ravych maakte op 5 november 2022 zijn eerste doelpunt voor Cercle: tegen OH Leuven scoorde hij in de blessuretijd het winnende doelpunt.
In december 2022 werd het contract van Ravych opengebroken tot 2025, met optie op een bijkomend seizoen.

## Clubstatistieken
| Seizoen         | Club            | Land            | Competitie      | Competitie | Competitie | Beker | Beker | Supercup | Supercup | Europees | Europees | Totaal | Totaal |
| Seizoen         | Club            | Land            | Competitie      | Wed.       | Dlp.       | Wed.  | Dlp.  | Wed.     | Dlp.     | Wed.     | Dlp.     | Wed.   | Dlp.   |
| --------------- | --------------- | --------------- | --------------- | ---------- | ---------- | ----- | ----- | -------- | -------- | -------- | -------- | ------ | ------ |
| 2022/23         | Cercle Brugge   | Vlag van België | Eerste klasse A | 11         | 1          | 2     | 0     | —        | —        | —        | —        | 13     | 1      |
| 2022/23         | Jong Cercle     | Vlag van België | Tweede afdeling | 1          | 1          | —     | —     | —        | —        | —        | —        | 1      | 1      |
| Carrière totaal | Carrière totaal | Carrière totaal | Carrière totaal | 12         | 2          | 2     | 0     | 0        | 0        | 0        | 0        | 14     | 2      |

Bijgewerkt op 21 december 2022.